# Галицький Олександр Володимирович
Олекса́ндр Володи́мирович Га́лицький (нар. 9 лютого 1955 року, Зарічани, Житомирська область, УРСР) — один з основоположників російської індустрії інформаційних та Інтернет-технологій, кандидат технічних наук, автор понад 100 наукових праць, винахідник, що має більш як 30 патентів, підприємець з міжнародним авторитетом, піонер в галузі широко відомих сьогодні мереж Wi-Fi та VPN, засновник і президент компанії «ЕЛВІС-ПЛЮС», засновник і керуючий партнер фонду Almaz Capital Partners, венчурний капіталіст, бізнес-ангел. Створювач бізнес-інкубатора Runa Park, що включає фонд посівних інвестицій Runa Capital, інвестор і консультант Ezwim, Acronis, Start Telecom, NavMaps, PGP Inc., член Academy of information, ISDEF, Член Адміністративної Ради Російської Асоціації Прямого і венчурного Інвестування (РАВІ), член Ради фонду «Сколково».

## Освіта
У 1972 році закінчив Житомирську спецшколу № 23 з викладанням українською мовою і з поглибленим вивченням англійської:
|  | Житомирская школа № 23 с английским уклоном дала, судя по дальнейшим успехам, приличное базовое образование, но быть выпускником украиноязычного учебного заведения было в советское время не престижно. |

У 1978 році — випускник Московського інституту електронної техніки за фахом «інженер-електронік».
Кандидат технічних наук, доцент Московського фізико-технічного інституту. Дисертацію за спеціальністю «Технічна кібернетика» захистив у 1983 році.

## Кар'єра
- З 1978-ого по 1992 рік працював в Зеленограді, в НДІ Мікроприладів науково-виробничого об'єднання ЕЛАС Міністерства електронної промисловості СРСР молодшим науковим співробітником, начальником лабораторії, начальником відділу, начальником відділення-комплексу.
- З 1987 року, ставши головним конструктором напрямку і спеціальної програми оборонної промисловості, Галицький керував роботами по створенню бортових обчислювальних засобів нового покоління в рамках національної програми «Салют-90» та міжнародного проекту низькоорбітальної системи супутникового зв'язку «Кур'єр»[2][6].
- До своєї інвестиційної кар'єри, з 1990 по 2003 рік Галицький створив і очолив п'ять успішних компаній в області розробки програмного забезпечення, інформаційної безпеки, інтернет-сервісів, телекомунікацій та мікроелектроніки: НВЦ «ЕЛВІС», «ЕЛВІС-ПЛЮС», RCR Inc., «ЕЛВІС Телеком», TrustWorks Systems.
- До 1998 року Галицький Генеральний директор, а з 1998 по теперішній час — Президент компанії ЕЛВІС-ПЛЮС[7], яка стартувала як науково-виробничий центр ЕЛВІС при НВО ЕЛАС.

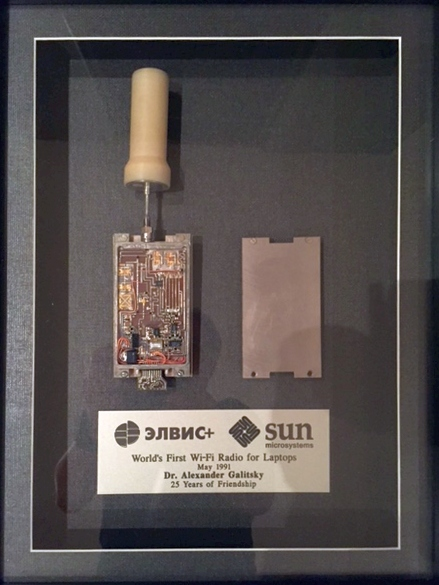
Перший у світі Wi-Fi Олександра Галицького, придбаний компанією Oracle

- У грудні 1992 року було підписано угоду про спільну розробку технологій з Sun Microsystems[6], і в 1993 році компанія першою в Росії почала розробку мережевого ПЗ та ПЗ для бездротових Wi-Fi систем.Перший у світі Wi-Fi Олександра Галицького, придбаний компанією Oracle Першим залучивши в приватну російську компанію іноземні інвестиції, Галицький спільно з Sun Microsystems здійснив комерційне впровадження продуктів FW / VPN на світовому ринку.
- У 1994 році Уряд США придбав ліцензії на виробництво високошвидкісних радіомодемів розробки ЕЛВІС-ПЛЮС. Патенти на радіопристрої і антени ЕЛВІС-ПЛЮС включені в Патентний фонд США.
- У 1997 році експерти «Wall Street Journal» включили ЕЛВІС-ПЛЮС в десятку «найгарячіших» IT-компаній Центральної та Східної Європи[8].
- Олександр Галицький — організатор і президент першої конференції Russian Tech Tour, що відбулася 21—23 вересня 2004 року[9].
- З листопада 2004 Галицький — член Ради Директорів компанії Parallels[10].
- З березня 2007 року — співзасновник і керуючий партнер Almaz Capital Partners[ru]. Інвестиційне портфоліо компанії включає в себе Acumatica[en], Alawar,  AlterGeo[ru], Apollo Project, Flirtic, TravelMenu та інші стартапи[11]. До 2012 року з 13 інвестицій венчурного фонду лише одна виявилася невдалою. У 2013 році фонд посів шосту позицію в ТОР-20 найкращих венчурних фондів Росії за версією Hopes&Fears, а в 2014-му очолив цей список, поділивши 1—2 місця з  Runa Capital[en][12].
- З червня 2010 року Галицький — член Опікунської Ради Сколківського інституту науки і технологій[en][13], а також член Ради фонду «Сколково»[4].
- У липні 2011 року він включений до складу Громадської ради при Федеральній Податковій Службі Росії[14].
- З 2012 року Олександр Галицький — Голова, а з 2014 — Координатор Консультативної ради ВАТ «РВК», до якої увійшли «представники бізнесу, науки, виробничого сектора, освітніх установ, інститутів розвитку, які є високо компетентними в питаннях розвитку інноваційної системи та венчурного ринку»[15].
- З 2013 року Олександр Галицький є членом Стратегічної команди венчурного фонду Phystech Ventures — університетського фонду, що спеціалізується на посівних інвестиціях в технологічні проекти студентів та випускників Московського фізико-технічного інституту[16]. Пріоритетні напрямки фонду — технології в галузі фінансів, освіти, охорони здоров'я, 3D-друку, енергозбереження, а також інноваційні рішення в нафтовій і газовій галузі.
- З липня 2014 Галицький — один із спонсорів і стратегічних консультантів B612 Foundation[en]:

|  | As of July 2014, the Foundation has taken on over twenty key advisers drawn from the sciences, the space industry and other professional fields. Their goals are to provide both advice and critiques, and assist in several other facets of the Sentinel Mission. Included among them are: Dr. Alexander Galitsky, a former Soviet computer scientist and B612 Founding Circle adviser... Станом на липень 2014 Фонд запросив більше двадцяти ключових радників з числа представників науки, космічної галузі та інших професійних областей. Вони мають порадами, критикою і допомогою сприяти діяльності Охоронної Місії. Серед них д-р Олександр Галицький, колишній радянський вчений і радник Кола засновників B612... |

Діяльність фонду, що названий B612 по імені астероїда, на якому мешкав Маленький принц Антуана де Сент-Екзюпері, присвячена захисту планети від впливів астероїдів та інших навколоземних об'єктів (NEO). За поданням фонду та Association of Space Explorers Організація Об'єднаних Націй рекомендувала створити Міжнародну мережу з попередження зіткнень з астероїдами (IAWN). Олександр Галицький входить також в число підписантів The 100x Asteroid Day Declaration (декларації «100 в День Астероїда»), яка починається так:
|  | As scientists and citizens, we strive to solve humanity’s greatest challenges to safeguard our families and quality of life on Earth in the future. Як вчені і громадяни, ми прагнемо вирішити велику проблему людства, щоб захистити наші сім'ї і якість життя на Землі у майбутньому. |

## Інвестиції в Україну
Олександр Галицький активно підтримує інноваційні проекти в області високих технологій в Україні.
- У 2012 році завдяки Галицькому, який завжди почувався українцем, фонд Almaz Capital інвестував $1,5 млн в житомирський стартап Jelastic[en][20][21]. Навесні того ж року компанія Jelastic отримала від Фонду «Сколково» грант у розмірі $ 1 млн на розвиток хмарного сервісу нового покоління — приватної хостинг-платформи, що автомасштабується, для корпоративних додатків Jelastic Private Cloud (JPC)[22].

- 16 квітня 2013 року спільно c TA Venture Вікторії Тігіпко і компанією Василя Хмельницького Bionic Hill Олександр Галицький з Сергієм Білоусовим[en] оголосили про створення грантового фонду для стартапів Global Technology Foundation (GTF) в Україні[23][24].
- У 2014 році найкращим стартапом в Україні журі GTF обрало Petcube[25], а Almaz Capital інвестував в нього значну суму рік по тому, в 2015-ому[26]. У Сан-Франциско, де розташований американський офіс компанії, Petcube має п'ятьох співробітників — п'ятнадцяти дає роботу в Києві[27].
- 2014 року Almaz Capital спільно з фондами AVentures Capital і ABRT Venture в раунді В інвестував $ 3,25 млн у компанію StarWind Software[en][11], а Галицький увійшов у склад Ради директорів[28].
- Інженерний підрозділ має на Україні створена американцями та підтримана інвестиціями Almaz Capital компанія Hover[29].

Компанії, створені на території України, відкрили і продовжують відкривати свої комерційні офіси в США, на Кіпрі (Arcycle), в Іспанії (Jelastic). Але їхні головні інженерні підрозділи залишаються в Україні — в Житомирі і Києві. Засновники компаній також живуть і працюють на батьківщині.

## Регалії
- З 1995 по 1998 рік, згідно рейтингам агентства DATOR[30] Top-100, — найавторитетніша особистість комп'ютерного бізнесу Росії.
- У січні 2000 на Всесвітньому економічному форумі в Давосі Олександр Галицький як CEO компанії Trustworks Systems BV був включений в перший в історії Форуму список «піонерів в області технологій»[31], а технології мережевої безпеки, розроблені фахівцями ЕЛВІС-ПЛЮС, були відзначені премією Technology Innovation for new Millennium Award — «За інноваційні технології для нового тисячоліття»[32].
- У 2011 Галицький — «найвпливовіша людина» в російській IT-індустрії за версією Forbes[33][34].
- 2012 року найпрестижнішим європейським конкурсом інвестиційної індустрії — The Investor AllStars Awards[35] — Олександр Галицький був номінований на звання «Інвестор Десятиліття», що присуджується за значний внесок в індустрію венчурного капіталу[36]. «Оскар» в індустрії венчурного капіталу[37] заснований банківською групою GP Bullhound, яка спеціалізується на інвестиціях в сектор високих технологій, і британською медіа-компанією Vitesse Media (VISM)[38].
- Переможець російського етапу конкурсу «Підприємець року 2013»[39]. У 2014 році представляв Росію на Ernst & Young Entrepreneur of the Year Award[en][40], який проводиться з 1987 року і вважається найпрестижнішим і відомим міжнародним конкурсом в галузі підприємництва[41].
- Галицький — лауреат Venture Awards Russia 2013 (Премія національної венчурної індустрії), переможець у номінації «Генеральний партнер року»[42].

## Родина
Олександр Галицький народився в сім'ї Володимира Людвиговича та Любові Сергіївни Галицьких. Батько — Заслужений працівник сільського господарства України, Почесний громадянин Житомирського району, з 1974 по 1995 рік — голова колгоспу, а потім агрофірми «Зоря». Мати була учителем російської та української словесності.
Одружений, має сина і доньку.

## Цікаві факти
- Коли питання про перші фінансові інвестиції з боку Sun Microsystems (в розмірі близько $ 100 мільйонів) було майже вирішене, в газеті The Washington Post було надруковано замітку, яка завершувалася припущенням, що Галицький допомагав будувати системи доставки ядерної зброї для країн Близького Сходу. З архіву ділового тижневика «Компанія»[44]:|  | Получалось, что Sun собирается инвестировать средства в бизнес опасного преступника. В то время страшные истории о том, как российские военные технологии расползаются по миру, пользовались большой популярностью в США. Виходило, що Sun збирається інвестувати кошти в бізнес небезпечного злочинця. У той час страшні історії про те, як російські військові технології розповзаються по світу, користувалися великою популярністю в США. |У свою чергу Журнал Washington Technology[en] помістив розлогу статтю під помітним заголовком «А чи можемо ми довіряти цьому хлопцеві?» і поруч — фото Галицького. Під тиском та за участю американських військових чинів керівництво Sun Microsystems розпочало з «хлопцем» довгі переговори. Причому Галицький відмовився розмовляти англійською і, оскільки в штаті у американців не виявилося російськомовних співробітників, перейшов на українську — благо знайшлася перекладачка з української еміграції[5].
- Саме з Олександром Галицьким Білл Гейтс таємно зустрічався під час свого першого візиту до Москви восени 1997 року. Він хотів познайомитися з людиною, через яку Конгресу США довелося переглянути законодавство щодо обмеження експорту програмного забезпечення[45].
- Після тріумфу голландської компанії Trustworks Systems BV в Давосі королева Нідерландів вирішила відзначити подію особистою аудієнцією. На зустріч з Її Королівською Величністю відрядили бухгалтера, який виявився єдиним корінним голландцем, який працював у компанії.
- Олександр Галицький захоплюється гірськими лижами, віндсерфінгом і подорожами.